# Death Row Records
Death Row Records est un label discographique américain, situé à Los Angeles, en Californie. Il est fondé en 1991 par Dr. Dre et Suge Knight, sous la tutelle de la maison de disques Interscope de Jimmy Iovine. Death Row devient le label phare du gangsta rap des années 1990. Il comptait notamment trois artistes de renom : 2Pac, Snoop Doggy Dogg et Dr. Dre, ainsi que d'autres rappeurs tels que Kurupt, Daz Dillinger, Nate Dogg ou The Lady of Rage. Le label était aussi très connu pour sa rivalité qui l'opposait au label Bad Boy Records.
Death Row Records compte plus de 50 millions d'albums écoulés qui ont rapporté près de 750 millions de dollars. La société met la clé sous la porte en 2006, et est rachetée en janvier 2009 par WIDEawake Entertainment Group, Inc. pour 18 millions puis en 2019 par la société de jeux Hasbro,.
Le 10 février 2022, le rappeur Snoop Dogg rachète la marque Death Row Records.

## Histoire

### Débuts
À la fin des années 1980, le producteur Andre « Dr. Dre » Young devient membre du groupe gangsta rap N.W.A, signé chez Ruthless Records d'Eric « Eazy-E » Wright. À la tête de la production du label, Dre produit un grand nombre de projets pour Ruthless ; sentant la pression monter du fait qu'ils doivent produire pour de nombreux groupes et artistes, Dre commence à se brouiller avec Ruthless. Après le départ d'Ice Cube à cause de divergences financières avec le manager Jerry Heller, le rappeur et ami The D.O.C. engage un avocat. Convaincu de la mauvaise foi de Heller, ils s'associent avec Young pour la formation d'un label, loin de Heller et d'Eazy-E. En employant la manière forte, Knight réussit à obtenir un contrat d'Eazy pour The D.O.C., Dr. Dre et la chanteuse Michel'le.
Knight fait la rencontre du rappeur Robert « Vanilla Ice » Van Winkle, grâce à Mario « Chocolate » Johnson, qui aurait, selon Knight, produit la chanson Ice Ice Baby, mais qui n'aurait rien reçu en retour. Après s'être concerté avec Alex Roberts, Knight et deux de ses gardes du corps entrent au restaurant The Palm, situé à l'ouest de Hollywood, à Los Angeles, où Van Winkle mangeait. Après avoir repoussé les gardes du corps de Van Winkle, Knight et ses gardes du corps s'asseyent devant Van Winkle, le fixant un moment avant de lui demander « Comment ça va ? ». Des incidents similaires se répètent à de multiples occasions. Selon Van Winkle, Knight était rentré dans sa chambre d'hôtel aux côtés de Johnson, où Knight l'aurait emmené sur le balcon et l'aurait menacé de le jeter par-dessus s'il n'attribuait pas les droits de la chanson à Knight ; l'argent de Van Winkle aidera à la fondation de Death Row Records. Dans le même temps, Death Row Records est situé à l'intersection de Wilshire Blvd. et San Vicente Blvd. Knight a souvent été aperçu rôdant chez Alex Roberts à Malibu. Knight rencontrera Michael « Harry-O » Harris, un homme d'affaires emprisonné pour possession illégale de drogues et tentative de meurtre. Harry-O lance Godfather Entertainment, une société mère du nouveau Death Row Records.

### The ChronicetDoggystyle
Avec l'aide de Kenner, Knight signe plusieurs jeunes artistes californiens chez Death Row pour la bande-son du film Deep Cover de Laurence Fishburne/Jeff Goldblum (1992). Le single, Deep Cover, popularise Dre en tant qu'artiste solo et un jeune Snoop « Doggy » Dogg devient son protégé. Les enregistrements pour The Chronic, le premier album solo de Dre, débutent par la suite. L'album compte trois millions d'exemplaires vendus popularisant ainsi le rap West Coast et le style distinct du G-funk.
Après son succès solo, Dre se lance dans le premier album de Snoop Dogg, Doggystyle ; qui prend deux ans à être enregistré. Le premier album de Snoop est finalement publié en 1993 à la demande générale. Bien que non-achevé, il surpasse The Chronic en matière de ventes, est certifié quadruple disque de platine et est généralement bien accueilli par la presse spécialisée. Peu après la publication de l'album, une polémique commence à entourer le label ; Snoop est accusé de meurtre.

### Implication et départ de MC Hammer
Les relations de Suge Knight avec MC Hammer (Stanley Kirk Burrell) sont retracées depuis 1988. Avec le succès de l'album, The Funky Headhunter (en featuring Tha Dogg Pound) de Hammer publié en 1994, Hammer signe avec Death Row Records en 1995, en même temps que Snoop Dogg et son ami, Tupac. Le label ne publie pas l'album Too Tight de Hammer, bien qu'il ait publié certaines versions de ses chansons sur son prochain album,. Cependant, Hammer enregistrera avec d'autres artistes comme Shakur, et particulièrement la chanson Too Late Playa (avec Big Daddy Kane et Danny Boy (en)),. Après la mort de Shakur en 1996, Hammer quitte le label. Il explique avoir quitté le label, lors d'un entretien avec Trinity Broadcasting Network, car il était avec Tupac la nuit de son décès.

### Poursuites judiciaires et dépôt de bilan
En 1994, le label californien sort la bande originale de Murder Was the Case, un court métrage réalisé par Dr. Dre. En 1995, Tha Dogg Pound (groupe composé de Kurupt et Daz Dillinger) sort Dogg Food. Suge Knight accepte de payer la caution libératoire de Tupac Shakur, afin de le faire signer chez Death Row. All Eyez On Me sort en 1996, et devient 15 fois disque de platine. Death Row est alors le label le plus puissant du pays. Sur la côte Est, le label Bad Boy Records entre en guerre avec celui de la côte Ouest, 2Pac et Suge Knight contre Puff Daddy et The Notorious B.I.G.. Le premier à quitter Death Row Records est son créateur Dr. Dre, suivi de 2Pac, assassiné en 1996, puis du cofondateur du label, Suge Knight, envoyé en prison l'année suivante. Kurupt (1997), Nate Dogg (1997), Snoop Dogg (1998) et bien d'autres les imitent peu de temps après.
Le label est poursuivi de nombreuses fois en justice pour des problèmes de gestion. Beaucoup ont suspecté le label d'avoir été créé grâce à des fonds issus du trafic de drogue. Death Row Records a menacé d'anéantir des labels comme Interscope Records ou encore Atlantic Records. Le label a marqué les années 1990 et également toute l'industrie américaine du disque. L'histoire du label est également retracée dans le film documentaire Welcome to Death Row sorti en 2001, dans lequel on peut retrouver des vidéos, des images d'archive des faits marquants du label et aussi des interviews de journalistes, des personnes ayant travaillé dans le label (ancien personnel de Death Row et également des rappeurs comme Dr. Dre, Snoop Dogg, Master P et bien d'autres). Suge knight est également présent dans ce documentaire. Malgré la rivalité entre la West Coast et la East Coast, Suge Knight avait projeté d'ouvrir une filiale du label à New York appelée Death Row East. Eric B devait diriger cette filiale et Tupac avait même souhaité que les rappeurs du Wu-Tang Clan et Kool G Rap les rejoignent. Mais ce projet n'a jamais vu le jour.
Death Row Records dépose le bilan en 2006.

### De l'acquisition de WIDEawake à eOne
Le 15 janvier 2009, Death Row Records est racheté par la société WIDEawake Entertainment Group, Inc. pour 18 millions $. Le 25 janvier 2009, des enchères de tout ce qui se trouvait dans les bureaux de Death Row Records avant son dépôt de bilan sont effectuées. La chaise électrique de Death Row Records s'est vendue à 2 500 $. Depuis le rachat, la société continue la vente d'archives acquises lors des ventes aux enchères. La société vend des chansons non enregistrées de Snoop Dogg, Kurupt, Danny Boy, Crooked I, Sam Sneed, LBC Crew et O.F.T.B.
The Chronic Re-Lit est publié le 1er septembre 2009. L'album contient les chansons originales de The Chronic et sept chansons bonus de Snoop Doggy Dogg, CPO, Kurupt, et Jewell, notamment,. Snoop Doggy Dogg – Death Row The Lost Sessions Vol 1 est publié le 13 octobre 2009 et contient 15 chansons inédites dont 4 produites par Dr. Dre. Death Row The Ultimate Collection est publié le 24 novembre la même année, en coffret 3 CD.
En 2012, New Solutions Financial Corp., une société canadienne propriétaire de WIDEawake Death Row, dépose le bilan et vend le label et son catalogue. La fermeture du contrat est prévue le 18 décembre. En 2013, Entertainment One rachète les droits du catalogue de Death Row Records. Le groupe investira £175 millions dans les droits et programmes télévisés dans l'année (2012 : £135,8 millions) et £4.2 millions (6 millions $) pour acheter le catalogue iconique de Death Row Records.

### Rachat de la marque par Snoop Dogg
Le 9 février 2022, Snoop Dogg annonce qu'il vient d’acquérir la marque Death Row Records auprès du MNRK Music Group (anciennement eOne Music). Ce rachat n'inclut pas tout de suite les droits des précédents albums et chansons du label, mais un nouvel accord pourrait permettre l'acquisition de chansons de Dr. Dre, Tha Dogg Pound ou encore Tupac Shakur
,,.
En mars 2023, Snoop Dogg offre sa chaîne Death Row au chanteur anglais Ed Sheeran.

## Artistes du label

### Artistes actuels
- Daz Dillinger (1992-1999 ; depuis 2022)
- Tha Dogg Pound (1992-2000 ; depuis 2022)
- DoggyStyleeee[34] (depuis 2022)
- Jooba Loc[34] (depuis 2022)
- Kurupt (1992-1997 ; 2002-2005 ; depuis 2022)
- NHale[34] (depuis (2022)
- Snoop Dogg (1991-1998 ; depuis 2022)

### Anciens membres
- Dr. Dre (1991-1996)
- Suge Knight (1991-2006)
- 2Pac (1995-1996)
- Tha Outlawz (1996-2000)
- Above the Law (2000-2003)
- Bad Azz
- Big Pimpin' Delemond
- Chocolate Bandit
- CPO Boss Hogg
- Crooked I (1999-2003)
- Danny Boy
- DJ Quik (1995-1999)
- Eastwood
- Gail Gotti
- Gina Longo
- Jewell
- J-Flexx
- J. Valentine
- K-Solo
- The Lady of Rage
- Lakey the Kid
- LBC Crew
- Lisa « Left Eye » Lopes
- Lil' Bow Wow
- MC Hammer
- Michel'le (1992–1999 ; 2002)
- Nate Dogg
- O.F.T.B.
- Petey Pablo
- Prince Ital Joe
- Ray J
- RBX
- Sam Sneed
- Super Krazed Goddess
- Soopafly
- Spider Loc
- Swoop G
- The D.O.C. (1991-1996)
- Tha Realest
- Top Dogg
- Tray Deee
- Val Young
- Young Soldierz

## Discographie
| - Dr. Dre : The Chronic (1992) - Snoop Doggy Dogg : Doggystyle (1993) - Bande originale : Murder Was the Case (1994) - Bande originale : Above the Rim (1994) - Tha Dogg Pound : Dogg Food (1995) - DJ Quik : Safe + Sound (1995) - 2Pac : All Eyez on Me (1996) - Compilation : Death Row Greatest Hits Volume One (1996) - Snoop Doggy Dogg : Tha Doggfather (1996) - Makaveli : The Don Killuminati: The 7 Day Theory (1996) - Compilation : Merry Christmas on Death Row (1996) - Danny Boy - Advance (1996) - Bande originale : Gridlock'd (1997) - The Lady of Rage : Necessary Roughness (1997) - Bande originale : Flics sans scrupules (1997) - Nate Dogg : G-Funk Classics, Vol. 1 (1997) - Daz Dillinger : Retaliation, Revenge and Get Back (1998) - Michel'le : Hung Jury (1998) - 2Pac : Greatest Hits (1998) - Compilation : Suge Knight Represents: Chronic 2000 (1999) - Compilation : Too Gangsta for Radio (2000) - Snoop Doggy Dogg : Dead Man Walkin (2000) - Tha Dogg Pound : 2002 (2001) | - 2Pac : Until the End of Time (2001) - Snoop Doggy Dogg : Greatest Hits (2001) - 2Pac : Better Dayz (2002) - Bande originale : Dysfunktional Family (2003) - Compilation : Death Row Greatest Hits Volume Two (2003) - 2Pac : Nu-Mixx Klazzics (2003) - 2Pac : 2Pac Live (2004) - Kurupt : Against the Grain (2005) - Compilation : 15 Years On Death Row (2006) - 2Pac : Nu-Mixx Klazzics Vol. 2 (Evolution: Duets and Remixes) (2007) - Compilation : The Death Row Singles Collection (2007) - Dr. Dre : The Chronic Re:Lit (2009) - Snoop Dogg : The Lost Sessions Vol. 1 (2009) - Compilation : Ultimate Death Row Box Set (2009) - Danny Boy : It's About Time (2010) - Crooked I : Hood Star (2010) - Sam Sneed : Street Scholars (2011) - LBC Crew : Haven't You Heard... (2011) - O.F.T.B. : Damn Near Dead (2011) - Jewell : My Blood, My Sweat & My Tears (2011) - Jewell : Black Diamond (2011) - Compilation : 20 to Life: Rare & Dangerous Vol.1 (2012) - Tha Dogg Pound : Doggy Bag (2012) - Compilation : 20 to Life: Rare & Dangerous Vol.2 (2012) - Bande originale : Death Row Chronicles (2018) - Snoop Dogg : BODR (2022) - Snoop Dogg Presents: Death Row Summer 2022 (2022) - Julian Torres - y Mariachi Cenzontle (2024) |